# SUGOI JAPAN Award
SUGOI JAPAN Award（すごいジャパンアワード）は、日本のサブカルチャーに関する賞。2014年 - 2017年開催された。

## 概要
「日本のスゴイ！を、世界のスゴイ！へ。」をキャッチフレーズに、日本の漫画・アニメ・ライトノベル・エンタメ小説の4部門について人気投票を行い、各部門のNo.1作品を決定するという仕組みの賞。原則として毎年7月頃にノミネート候補作の推薦を受付、その後11月〜12月にかけてノミネート作品に対する一般からの投票を実施、翌年3月に結果を発表するという方式を取っている。初年度のみ全体の投票数1位に「グランプリ」が贈られていたが、翌年からは廃止されている。
なお2017年を最後に開催されておらず、既に公式サイトも閉鎖されており、事実上開催を終了している。

## 主催・後援
※以下は2016年現在。
- 主催：SUGOI JAPAN実行委員会 / 読売新聞社
- 後援：外務省 / 経済産業省 / コミック出版社の会 / Tokyo Otaku Mode

## 過去の1位受賞作

### 2015年
- マンガ部門: 進撃の巨人
- アニメ部門: 魔法少女まどか☆マギカ（グランプリ）
- ラノベ部門: やはり俺の青春ラブコメはまちがっている。
- エンタメ小説部門: 図書館戦争シリーズ

### 2016年
- マンガ部門: ワンパンマン[2]
- アニメ部門: 四月は君の嘘[2]
- ラノベ部門: ダンジョンに出会いを求めるのは間違っているだろうか[2]
- エンタメ小説部門: 屍者の帝国[2]

### 2017年
- マンガ部門: 僕のヒーローアカデミア[3]
- アニメ部門: Re:ゼロから始める異世界生活[3]
- ラノベ部門: Re:ゼロから始める異世界生活[3]
- エンタメ小説部門: 小説 君の名は。[3]